# Drien Sibak
Drien Sibak is een bestuurslaag in het regentschap Aceh Barat van de provincie Atjeh, Indonesië. Drien Sibak telt 72 inwoners (volkstelling 2010).